# 레스터 B. 피어슨
레스터 볼스 "마이크" 피어슨(Lester Bowles "Mike" Pearson, OM, CC, OBE, 1897년 4월 27일 ~ 1972년 12월 27일)은 캐나다의 정치인이다.

## 성장
레스터 피어슨은 토론토의 뉴턴브룩(Newtonbrook)에서 태어났다. 토론토 대학교 빅토리아 칼리지에서 역사학을 전공으로 1919년에 학부를 나온 후, 장학생으로 옥스퍼드 대학교 세인트 존스 칼리지에서 공부했다.
1925년에 석사과정을 마치고 옥스퍼드 대학교를 나온 그는 캐나다로 돌아와 모교인 토론토 대학교의 역사학 교수가 되어 1928년까지 학생들을 가르치다 공직생활을 시작했다.

## 외교관
외무고시를 우수한 성적으로 합격한 그는 캐나다 외무부 1등 서기관이 되었다. 1945년에는 주미국 대사가 되었고, 같은 해에 샌프란시스코에서 열린 유엔 헌장 조인식에 참석하기도 하였다.
1948년에 자유당에 들어가 외무장관을 지내다가, 1949년 북대서양 조약 기구(NATO)의 조인에서 캐나다를 대표하였다.
그는 외교관, 정치인으로서 뛰어난 족적을 남겼다. 국제분쟁 조정가 역할을 하며 활약한 것이 제일 크게 인정받고 있다. 1951년에는 NATO의 의장으로, 1952년에는 유엔 총회 의장으로 뽑혔다. 한국 전쟁 휴전 때도 유엔 고등판무관 역할을 했고 무엇보다 제2차 중동 전쟁이라고도 불리는 수에즈 운하 분쟁을 평화적으로 해결하여, 그 공로로 1957년 노벨 평화상을 받았다.

## 정치인
1958년 자유당 경선 끝에 자유당의 당수가 되었다. 그 후 1963년 4월 22일 총선에서 자유당이 승리함에 따라 피어슨은 제14대 캐나다 총리에 취임했다. 취임 후 피어슨은 미국 및 영국과의 관계 개선에 집중하였으며, 특히1965년 1월에는 캐나다-미국 자동차 협정을 이끌었다. 한편 1964년 1월에는 캐나다 총리로는 최초로 프랑스를 공식 방문하기도 했다.
그러나 미국의 베트남 침공 당시 린든 B. 존슨 행정부를 비판하고, 미국 측의 파병 요구도 거절했다. 1965년 4월 2일 템플 대학교에서의 강연에서 그는 미국의 통킹만에 폭격과 북베트남 침공을 비난했다. 이에 린든 존슨 대통령은 분노하여 피어슨 총리를 자기 별장인 대통령 전용 별장 캠프데이비드로 불러내서 "우리집 거실에 와서 카펫 위에 오줌갈기지 마라!" (Don't you come into my living room and piss on my rug)라고 고함쳤다고 알려져 있다.
피어슨이 총리로 재임하던 당시 사호적으로는 캐나다 내 영어 사용자와 프랑스어 사용자들 사이의 갈등이 고조되었다. 프랑스계 캐나다인들 사이에서는 자신들이 동등한 권리와 기회를 가지고 있지 않으며, 프랑스계가 대다수를 차지하는 퀘벡주에서는 분리독립 운동이 일어났다. 반면 경제는 호황기를 구가하여 피어슨 정부는 사회복지 사업을 추진할 수 있었다.
피어슨은 1968년 4월 21일에 총리직을 사임하였다. 같은 해 8월에는 세계은행 그룹의 총재로 선출되었다. 1972년 12월 27일 오타와의 외곽 록클리프 파크(Rockcliff Park)에 있는 자택에서 암으로 사망하였다.

## 사후
1984년 토론토 국제 공항은 피어슨을 기념하는 의미로 토론토 피어슨 국제공항으로 명칭을 바꾸었고, 캐나다 외교부 청사는 '피어슨 빌딩'으로 불린다.
매해 북미 내셔널 하키 리그(NHL) 정규 시즌 최고의 선수에게 주어지는 레스터 피어슨 상(Lester B. Pearson Award)도 토론토 대학교 대표 하키 선수 및 코치로 활약했던 그의 이름을 딴 것이다.
토론토 대학교도 매해 가장 우수한 국제 학생들에게 전액장학금인 레스터 B. 피어슨 국제 학생 장학금(Lester B. Pearson International Student Scholarship)을 수여한다. 수상자들은 학비, 기숙사비, 책 값등을 4년동안 전액 지원받는다. 현재까지 4명의 한국인이 수여 받은 바 있다.
2004년 피어슨은 캐나다 방송(CBC) 이 캐나다 국민을 대상으로 한 설문조사 "역대 위대한 캐나다 인물"(The Greatest Canadian)에서 6위에 올랐다.

## 서훈
- 1935년 대영 제국 훈장 4등급(OBE)
- 1968년 캐나다 훈장 컴패니언(CC, 총리직 퇴임과 함께 수훈)
- 1971년 오더 오브 메리트(Order of Merit, OM)